# إيدير سارابيا
إيدير سارابيا أرمستو (بالإنجليزية: Eder Sarabia Armesto)‏؛(من مواليد 27 سبتمبر 1980) هو مدرب كرة قدم إسباني ولاعب كرة قدم سابق، وهو المدير الحالي لنادي أندورا. ولد في بلباو، بسكاية، إقليم الباسك، لعب لصالح سوسيداد ديبورتيبا إنداوتخو، نادي لايايوا، سان بيدرو، وأريناس غوتكسوالرديف قبل التقاعد في سن 24.

## الحياة الشخصية
كان والده مانويل سارابيا أيضًا لاعب كرة قدم لعب لأتلتيك بيلباو ولوغرونييس.

## الإحصائيات
آخر تحديث 22 أكتوبر 2022.
| فريق        | بلد     | من            | إلى            | السجل | السجل | السجل | السجل | السجل | السجل | السجل | السجل | مصدر  |
| فريق        | بلد     | من            | إلى            | لعب   | ف     | ت     | خ     | GF    | GA    | GD    | فوز % | مصدر  |
| ----------- | ------- | ------------- | -------------- | ----- | ----- | ----- | ----- | ----- | ----- | ----- | ----- | ----- |
| فياريال سي ‏ | إسبانيا | 1 أكتوبر 2013 | 12 نوفمبر 2013 | 7     | 1     | 2     | 4     | 13    | 17    | −4    | 14.29 | [ 9 ] |
| نادي أندورا | أندورا  | 18 يناير 2021 | حتى الآن       | 69    | 33    | 15    | 21    | 95    | 72    | +23   | 47.83 |       |
| المجموع     | المجموع | المجموع       | المجموع        | 76    | 34    | 17    | 25    | 108   | 89    | +19   | 44.74 | —     |